# Weather or Not
Weather or Not è il terzo album del rapper statunitense Evidence, pubblicato nel 2018. Ospiti dell'album Rapsody, Styles P, Slug e Khrysis. Alle produzioni, tra gli altri, The Alchemist, Nottz e DJ Premier.

## Tracce
1. The Factory – 2:58 – Twiz the Beat Pro
2. Throw It All Away – 2:57 – The Alchemist
3. Powder Cocaine (featuring Slug & Catero) – 2:56 – The Alchemist
4. Jim Dean – 4:02 – Nottz
5. Weather or Not – 4:04 – DJ Babu
6. Moving Too Fast (featuring Catero) – 1:32 – Evidence
7. Runners (featuring Defari) – 3:26 – Evidence
8. Bad Publicity (featuring Krondon) – 4:18 – Nottz
9. Rain Drops – 3:15 – Twiz the Beat Pro
10. Sell Me This Pen (featuring The Alchemist & Mach-Hommy) – 3:54 – The Alchemist
11. Love Is a Funny Thing (featuring Khrysis, Rapsody & Styles P) – 4:45 – The Alchemist
12. 10,000 Hours – 2:51 – DJ Premier
13. What I Need – 3:54 – Evidence
14. To Make a Long Story Longer (featuring Jonwayne) – 4:12 – Samiyam
15. Wonderful World (featuring Rakaa) – 3:35 – Budgie
16. By My Side Too – 2:43 – Budgie

Traccia bonus
1. Old Habits – 2:27 – Twiz the Beat Pro

## Classifiche settimanali
| Classifica (2018)    | Posizione massima |
| -------------------- | ----------------- |
| Stati Uniti          | 187               |
| US Tastemaker Albums | 8                 |